# Jason Kubler
Jason Kubler (* 19. května 1993 Brisbane) je australský profesionální tenista, v sezóně 2010 juniorská světová jednička. Na grandslamu ovládl čtyřhru Australian Open 2023 s Rinkym Hijikatou a prohrál finále mixu Australian Open 2022 po boku Jaimee Fourlisové. Ve své dosavadní kariéře na okruhu ATP Tour vyhrál jeden deblový turnaj. Na challengerech ATP a okruhu ITF získal devatenáct titulů ve dvouhře a pět ve čtyřhře.
Na žebříčku ATP byl ve dvouhře nejvýše klasifikován v dubnu 2023 na 63. místě a ve čtyřhře v květnu téhož roku na 27. místě. Trénuje ho Desmond Tyson.
Australský tisk jej v rané fázi kariéry označoval za „pravorukou verzi Rafaela Nadala“ pro jeho vypracované tělo, silový herní styl a tvrdý forhend.

## Soukromý život
Narodil se roku 1993 v Brisbane do rodiny filipínské matky Lynn Kublerové, profesí zdravotní sestry, a Australana Johna Kublera, který ho v pěti letech přivedl k tenisu. Za další tři roky otec zemřel na nádorové onemocnění. Má staršího bratra Jonathana a mladší sestru Jade. Vyrostl na severním brisbanském předměstí Mango Hill.

## Tenisová kariéra
V juniorském tenisu dovedl Austrálii k triumfu na juniorském Davis Cupu 2009, když vyhrál všechny singly i debly. V závěru května 2010 se stal juniorskou světovou jedničkou na kombinovaném žebříčku ITF i díky 35zápasové neporazitelnosti od července 2009 do ledna 2010. Juniorskou dráhu zakončil semifinálovou účastí na juniorce Wimbledonu 2011, kde nestačil na Brita Liama Broadyho.
Debut v nejvyšší grandslamové kategorii zaznamenal jako 16letý v mužském singlu Australian Open 2010 po obdržení divoké karty. V úvodním kole však získal jen pět gamů na dvacátého čtvrtého hráče světa Ivana Ljubičiće z Chorvatska. Zároveň se jednalo se o jeho první turnaj na okruhu ATP Tour. Další utkání na melbournském majoru odehrál až v roce 2018, kdy nestačil na desátého nasazeného Pabla Carreña Bustu. První trofej z okruhu ITF vybojoval během října 2011 v alabamském Birminghamu, kde ve finále přehrál Japonce Jošihita Nišioku. První vyhraný zápas na túře ATP si připsal po zvládnuté kvalifikaci na květnovém Düsseldorf Open 2014. Na úvod dvouhry pak vyřadil Itala Alessandra Giannessiho. Na druhé vítězství čekal více než čtyři roky do zisku divoké karty na newyorské US Open 2018, na němž porazil španělskou turnajovou devatenáctku Roberta Bautistu Aguta. Následně však po třetí sadě skrečoval utkání Tayloru Fritzovi.
Potíže s koleny způsobily, že se mezi březnem 2012 a květnem 2015 vyhýbal tvrdému povrchu, a všechny turnaje odehrál na antuce. Kvůli bolestem kolen na okruzích opakovaně absentoval a v roce 2016 podstoupil již šestou operaci kolenního kloubu. Debutový triumf na challengerech získal v září 2014 na sibiuské události. Ve finálovém duelu zdolal 172. muže pořadí Moldavana Radu Albota. Průnik mezi sto nejlepších tenistů zaznamenal 20. srpna 2018, když mu na žebříčku ATP patřila 99. příčka po prohraném finále vancouverského challengeru s Danielem Evansem až v tiebreaku rozhodující sady. Z kvalifikace US Open 2019 se odhlásil pro poranění zápěstí.
Do smíšené čtyřhry Australian Open 2022 mu s krajankou Jaimee Fourlisovou udělili pořadatelé divokou kartu. Na prahu vyřazení se ocitli již v úvodním kole, kdy porazili Stojanovićovou s Pavićem osmým proměměným mečbolem v dlouhém supertiebreaku 17–15, v němž čelili dvěma mečbolovým hrozbám soupeřů. Další čtyři mečboly odvrátili ve druhé fázi krajanům Stosurové a Ebdenovi a postoupili po zvládnutém supertiebreaku 11–9. Následně zdolali Mirzaovou s Ramem a v semifinále Češku Hradeckou s Ekvádorcem Escobarem. Až v přímém boji o titul podlehli chorvatsko-francouzskému páru Ivan Dodig a Kristina Mladenovicová.
Na Australian Open 2023 nejdříve vyřadil Argentince Sebastiána Báeze, než jej ve druhé fázi zastavil dvacátý hráč světa a pozdější semifinalista Karen Chačanov. V mužské čtyřhře melbournského grandslamu, druhé deblové soutěži na turnajích velké čtyřky, triumfoval s krajanem Rinkym Hijikatou. Hijikata jako 277. a Kubler 163. deblista světa mohli nastoupit až po udělení divoké karty. Cestou do finále zdolali tři nasazené páry, ve druhém kole turnajové šestky Glasspoola s Heliövaarou, ve čtvrtfinále druhý světový pár Koolhofa s Nealem Skupskim a v semifinále Granollerse se Zeballosem. Ve třetím kole přitom odvrátili mečbol Brkićovi s Escobarem. V boji o titul zdolali monacko-polský pár Hugo Nys a Jan Zieliński. Stali se tak pátou nenasazenou dvojicí, a první na divokou kartu v otevřené éře, která vyhrála Australian Open. Bodový zisk jej po skončení premiérově posunul do elitní světové stovky i padesátky, na 35. místo deblového žebříčku.

## Finále na Grand Slamu

### Mužská čtyřhra: 1 (1–0)
| Stav  | rok  | turnaj          | povrch | spoluhráč      | soupeři ve finále      | výsledek      |
| ----- | ---- | --------------- | ------ | -------------- | ---------------------- | ------------- |
| Vítěz | 2023 | Australian Open | tvrdý  | Rinky Hijikata | Hugo Nys Jan Zieliński | 6–4, 7–6(7–4) |

### Smíšená čtyřhra: 1 (0–1)
| Stav      | rok  | turnaj          | povrch | spoluhráčka       | soupeři ve finále                 | výsledek |
| --------- | ---- | --------------- | ------ | ----------------- | --------------------------------- | -------- |
| Finalista | 2022 | Australian Open | tvrdý  | Jaimee Fourlisová | Kristina Mladenovicová Ivan Dodig | 3–6, 4–6 |

## Finále na okruhu ATP Tour
| Legenda                   |
| ------------------------- |
| D – dvouhra; Č – čtyřhra  |
| Grand Slam (1–0 Č)        |
| Turnaj mistrů (0)         |
| ATP Tour Masters 1000 (0) |
| ATP Tour 500 (0)          |
| ATP Tour 250 (0–2 Č)      |

### Čtyřhra: 3 (1–2)
| Stav      | č. | datum             | turnaj                                | povrch | spoluhráč      | soupeři ve finále                 | výsledek      |
| --------- | -- | ----------------- | ------------------------------------- | ------ | -------------- | --------------------------------- | ------------- |
| Finalista | 1. | 31. července 2022 | Atlanta, Spojené státy                | tvrdý  | John Peers     | Thanasi Kokkinakis Nick Kyrgios   | 6–7(4–7), 5–7 |
| Finalista | 2. | 25. září 2022     | San Diego, Spojené státy              | tvrdý  | Luke Saville   | Nathaniel Lammons Jackson Withrow | 6–7(5–7), 2–6 |
| Vítěz     | 1. | 28. ledna 2023    | Australian Open, Melbourne, Austrálie | tvrdý  | Rinky Hijikata | Hugo Nys Jan Zieliński            | 6–4, 7–6(7–4) |

## Tituly na challengerech ATP a okruhu ITF
| Legenda                |
| ---------------------- |
| Challengery (7 D; 0 Č) |
| ITF (12 D; 5 Č)        |

### Dvouhra (19 titulů)
| Č.  | datum         | turnaj                     | povrch | poražený finalista   | výsledek                |
| --- | ------------- | -------------------------- | ------ | -------------------- | ----------------------- |
| 1.  | říjen 2011    | Birmingham, Spojené státy  | antuka | Jošihito Nišioka     | 6–3, 6–2                |
| 2.  | listopad 2011 | Niceville, Spojené státy   | antuka | Roman Vögeli         | 6–2, 6–4                |
| 3.  | únor 2012     | Palm Coast, Spojené státy  | antuka | Rhyne Williams       | 6–2, 6–3                |
| 4.  | duben 2012    | Bundaberg, Austrálie       | antuka | John Millman         | 6–4, 1–6, 6–1           |
| 5.  | duben 2013    | Padova, Itálie             | antuka | Jordi Samper-Montaña | 6–1, 6–4                |
| 6.  | listopad 2013 | Madrid, Španělsko          | antuka | Jean-Marc Werner     | 7–6(7–5), 6–0           |
| 7.  | prosinec 2013 | Šarm aš-Šajch, Egypt       | antuka | Sherif Sabry         | 7–5, 6–3                |
| 8.  | únor 2014     | Paguera, Španělsko         | antuka | Peter Heller         | 6–4, 6–4                |
| 9.  | červen 2014   | Breda, Nizozemsko          | antuka | Kimmer Coppejans     | 6–3, 6–7(8–6), 6–3      |
| 10. | červenec 2014 | Fano, Itálie               | antuka | Daniele Giorgini     | 6–1, 5–7, 6–3           |
| 1.  | září 2014     | Sibiu, Rumunsko            | antuka | Radu Albot           | 6–4, 6–1                |
| 2.  | říjen 2017    | Traralgon, Austrálie       | tvrdý  | Alex Bolt            | 2–6, 7–6(8–6), 7–6(7–3) |
| 3.  | leden 2018    | Playford, Austrálie        | tvrdý  | Brayden Schnur       | 6–4, 6–2                |
| 4.  | červenec 2018 | Winnipeg, Kanada           | tvrdý  | Lucas Miedler        | 6–1, 6–1                |
| 5.  | červenec 2019 | Gatineau, Kanada           | tvrdý  | Enzo Couacaud        | 6–4, 6–4                |
| 6.  | červenec 2021 | Lexington, Spojené státy   | tvrdý  | Alejandro Tabilo     | 7–5, 6–7(2–7), 7–5      |
| 11. | březen 2022   | Canberra, Austrálie        | antuka | Tristan Schoolkate   | 7–6(7–3), 6–1           |
| 12. | duben 2022    | Canberra, Austrálie        | antuka | Omar Jasika          | 1–6, 6–3, 7–6(7–4)      |
| 7.  | červen 2022   | Little Rock, Spojené státy | tvrdý  | Wu Tchun-lin         | 6–0, 6–2                |

### Čtyřhra (5 titulů)
| Č. | datum         | turnaj                          | povrch | spoluhráč        | poražení finalisté                   | výsledek           |
| -- | ------------- | ------------------------------- | ------ | ---------------- | ------------------------------------ | ------------------ |
| 1. | říjen 2013    | El Prat de Llobregat, Španělsko | antuka | Pol Toledo Bagué | Jordi Muñoz Abreu Mark Vervoort      | 6–2, 4–6, [10–6]   |
| 2. | prosinec 2013 | Šarm aš-Šajch, Egypt            | antuka | Jean-Marc Werner | Dmytro Badanov Jan Sabanin           | 7–6(7–2), 7–6(8–6) |
| 3. | únor 2014     | Peguera, Španělsko              | antuka | Pol Toledo Bagué | Oriol Roca Batalla Jean-Marc Werner  | 6–1, 6–3           |
| 4. | březen 2014   | Reus, Španělsko                 | antuka | Pol Toledo Bagué | Ivan Gómez Mantilla Gonçalo Oliveira | 6–4, 6–1           |
| 5. | květen 2017   | Frascati, Itálie                | antuka | Alex Bolt        | Federico Maccari Andrea Vavassori    | 6–1, 7–6(8–6)      |